# Liste des cours d'eau du Nord

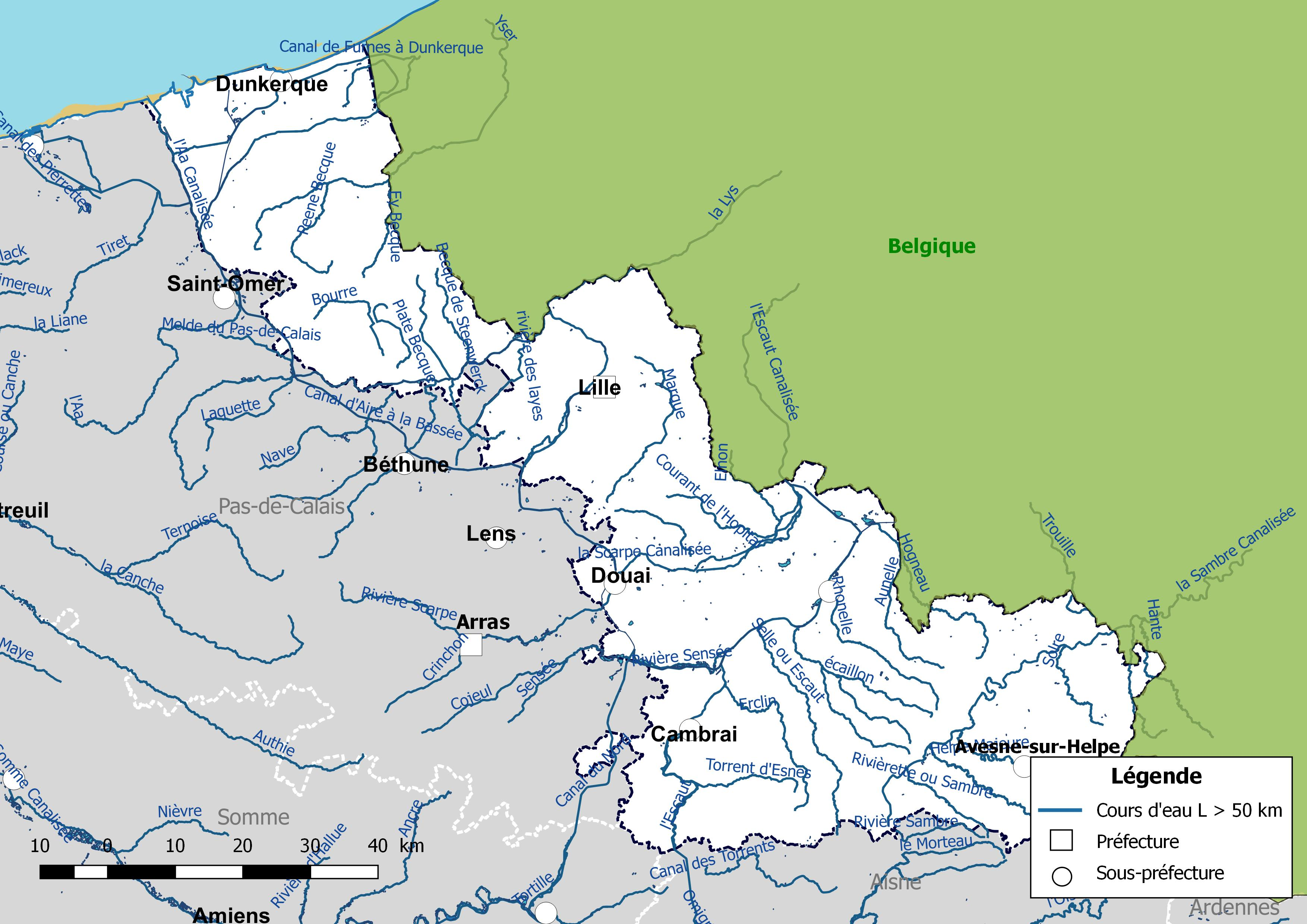
Carte des cours d'eau de longueur supérieure à 50 km du Nord.

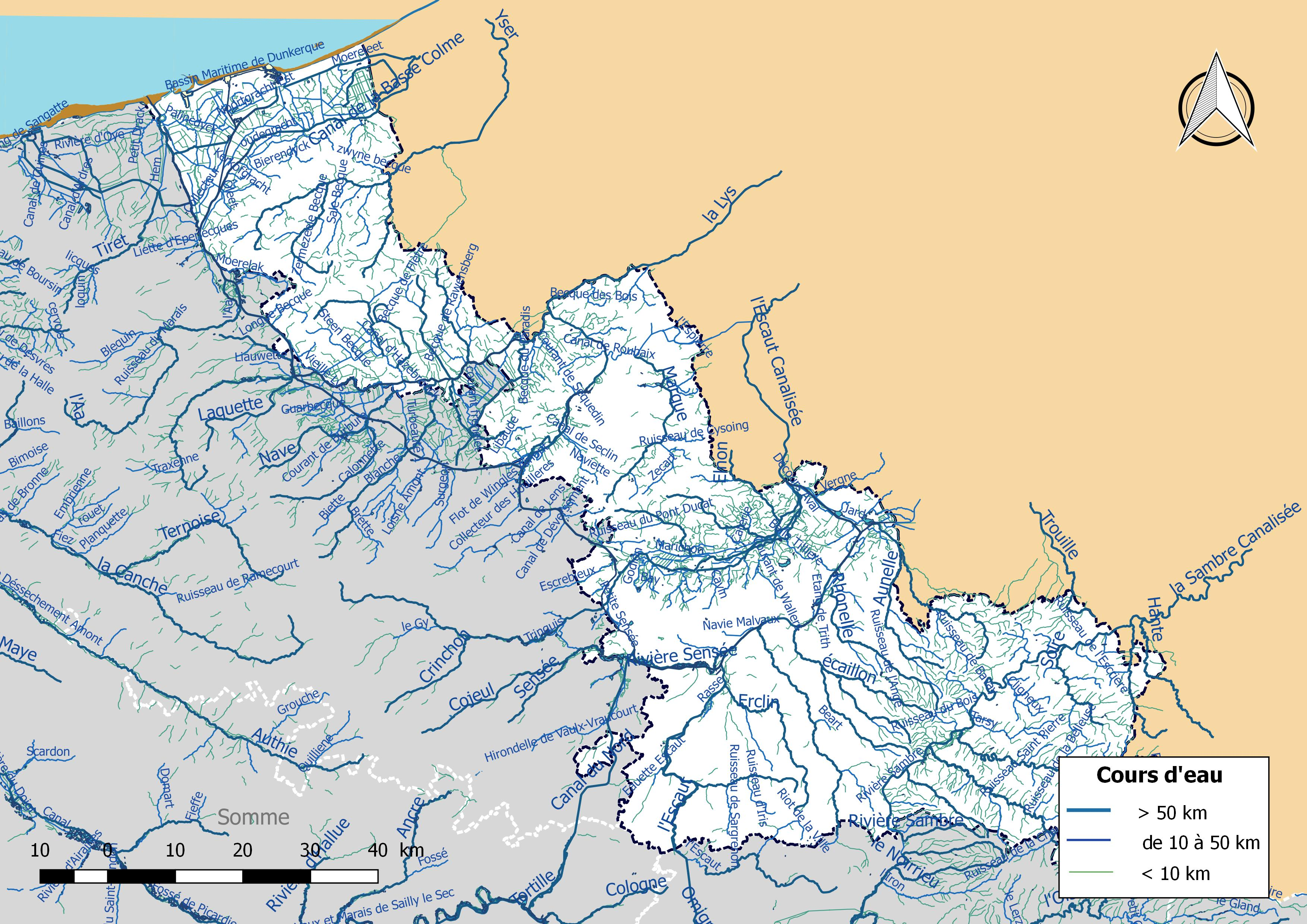
Carte de l'ensemble du réseau hydrographique du Nord.

La liste des cours d'eau du Nord présente les principaux cours d'eau traversant pour tout ou partie le territoire du département français du Nord dans la région des Hauts-de-France. Plus de 2 100 cours d'eau sont recensés en 2014 dans le référentiel national BD Carthage sur le territoire départemental, dont 75 cours d'eau naturels et 15 canaux de longueur supérieure à 10 km.
Les cours d'eau sont ordonnés selon leur origine naturelle (fleuve, rivières ou ruisseaux) ou artificielle (canaux). Pour chacun d'entre eux sont précisés : sa longueur totale, le cours d'eau dans lequel il se jette (confluence), le bassin collecteur auquel il appartient, le nombre de départements et de communes traversés et le nom des communes qu'il irrigue dans le département du Nord.

## Cours d'eau naturels

### Définition
Jusqu'en 2016, aucun texte législatif ne définissait la notion de cours d’eau. Ce n'est qu'avec la loi du 8 août 2016 pour la reconquête de la biodiversité, de la nature et des paysages que cette lacune est comblée. L'article 118 de cette loi insère un nouvel article L. 215-7-1 dans le code de l'environnement précisant que « constitue un cours d'eau un écoulement d'eaux courantes dans un lit naturel à l'origine, alimenté par une source et présentant un débit suffisant la majeure partie de l'année. L'écoulement peut ne pas être permanent compte tenu des conditions hydrologiques et géologiques locales. ». Ainsi les trois critères cumulatifs caractérisant un cours d'eau sont :
- la présence et la permanence d’un lit naturel à l’origine, ce qui distingue les cours d’eau (artificialisés ou non) des fossés et canaux creusés par la main de l’homme ;
- l’alimentation par une source ;
- la permanence d’un débit suffisant une majeure partie de l’année, critère qui doit être évalué en fonction des conditions climatiques et hydrologiques locales.

### Cours d'eau permanents de longueur supérieure ou égale à 10 km
La base de données Carthage est le référentiel du réseau hydrographique français. Cette base est réalisée à partir de la couche hydrographie de la base de données Carto enrichie par le ministère chargé de l'environnement et les agences de l'eau avec le découpage du territoire en zones hydrographiques d'une part et la codification de ces zones et du réseau hydrographique d'autre part. De cette base, il ressort que le réseau hydrographique du Nord comprend 75 cours d'eau permanents de longueur supérieure à 10 km et dont le cours est en partie ou en totalité dans le département du Nord.
Le référentiel national hiérarchise le réseau en 7 classes selon l'importance décroissante des cours d'eau. Le tableau ci-après regroupe tous les cours d'eau irriguant pour tout ou partie du département et appartenant à l'une des classes 1 à 4 et de longueur supérieure à 10 km.
| Nom du cours d'eau         | Longueur totale (en km) | Confluence                   | Bassin collecteur  | Source                      | Point de confluence         | Départements irrigués | Communes irriguées | Communes irriguées | Communes irriguées |
| Nom du cours d'eau         | Longueur totale (en km) | Confluence                   | Bassin collecteur  | Source                      | Point de confluence         | Départements irrigués | Nb total           | Nb ds le dép.      | Communes du département |
| -------------------------- | ----------------------- | ---------------------------- | ------------------ | --------------------------- | --------------------------- | --------------------- | ------------------ | ------------------ | --- |
| Aa canalisée               | 36,7                    | Mer du Nord                  | l'Aa canalisée     | 50° 44′ 13″ N, 2° 17′ 48″ E | 51° 00′ 58″ N, 2° 05′ 38″ E | 2 (59, 62)            | 14                 | 7                  | Bourbourg, Gravelines, Holque, Saint-Georges-sur-l'Aa, Saint-Momelin, Saint-Pierre-Brouck, Watten. |
| Aunelle                    | 27,3                    | Hogneau                      | Canal de Mons      | 50° 15′ 24″ N, 3° 45′ 37″ E | 50° 24′ 57″ N, 3° 40′ 18″ E | 1 (59)                | 11                 | 11                 | Crespin, Frasnoy, Gommegnies, Jenlain, Locquignol, Preux-au-Sart, Quiévrechain, Rombies-et-Marchipont, Sebourg, Wargnies-le-Grand, Wargnies-le-Petit. |
| Aval de Nouvelle Melde     | 11,1                    | Canal de la Nieppe           | l'Aa               | 50° 42′ 35″ N, 2° 21′ 53″ E | 50° 39′ 05″ N, 2° 28′ 24″ E | 2 (59, 62)            | 7                  | 4                  | Blaringhem, Boëseghem, Renescure, Thiennes. |
| Becque de Steenwerck       | 18,6                    | la Lys                       | l'Aa canalisée     | 50° 47′ 20″ N, 2° 42′ 28″ E | 50° 39′ 54″ N, 2° 46′ 23″ E | 2 (59, 62)            | 6                  | 5                  | Bailleul, Berthen, Boeschepe, Saint-Jans-Cappel, Steenwerck. |
| Bourre                     | 19,3                    | Canal d'Hazebrouck           | l'Aa canalisée     | 50° 43′ 19″ N, 2° 27′ 01″ E | 50° 40′ 27″ N, 2° 35′ 42″ E | 1 (59)                | 8                  | 8                  | Borre, Hazebrouck, Hondeghem, Lynde, Morbecque, Staple, Vieux-Berquin, Wallon-Cappel. |
| Clarence                   | 32,7                    | Canal d'Aire à la Bassée     | l'Aa canalisée     | 50° 29′ 03″ N, 2° 21′ 45″ E | 50° 37′ 31″ N, 2° 37′ 12″ E | 2 (59, 62)            | 15                 | 1                  | Merville. |
| Cligneux                   | 11,4                    | la Sambre canalisée          | la Meuse           | 50° 12′ 27″ N, 3° 58′ 36″ E | 50° 14′ 37″ N, 3° 53′ 20″ E | 1 (59)                | 6                  | 6                  | Beaufort, Boussières-sur-Sambre, Éclaibes, Hautmont, Limont-Fontaine, Saint-Remy-du-Nord. |
| Courant de Coutiches Amont | 17,2                    | courant de coutiches aval    | L'Escaut canalisée | 50° 28′ 02″ N, 3° 04′ 49″ E | 50° 24′ 27″ N, 3° 14′ 11″ E | 1 (59)                | 7                  | 7                  | Bersée, Bouvignies, Coutiches, Faumont, Marchiennes, Moncheaux, Mons-en-Pévèle. |
| Courant de l'Hopital       | 29,4                    | la Scarpe canalisée          | L'Escaut canalisée | 50° 29′ 12″ N, 3° 11′ 17″ E | 50° 29′ 04″ N, 3° 27′ 46″ E | 1 (59)                | 14                 | 14                 | Auchy-lez-Orchies, Beuvry-la-Forêt, Bousignies, Landas, Lecelles, Millonfosse, Nivelle, Nomain, Orchies, Rosult, Saint-Amand-les-Eaux, Sars-et-Rosières, Thun-Saint-Amand, Tilloy-lez-Marchiennes. |
| Courant Harduin            | 16,1                    | la Lys                       | l'Aa canalisée     | 50° 31′ 43″ N, 2° 44′ 55″ E | 50° 38′ 30″ N, 2° 44′ 28″ E | 2 (59, 62)            | 6                  | 1                  | La Gorgue. |
| Écaillon                   | 33,2                    | L'Escaut canalisée           | L'Escaut canalisée | 50° 11′ 29″ N, 3° 44′ 00″ E | 50° 18′ 45″ N, 3° 27′ 42″ E | 1 (59)                | 13                 | 13                 | Beaudignies, Bermerain, Capelle, Ghissignies, Locquignol, Louvignies-Quesnoy, Monchaux-sur-Écaillon, Prouvy, Saint-Martin-sur-Écaillon, Sommaing, Thiant, Vendegies-sur-Écaillon, Verchain-Maugré. |
| Elnon                      | 15,7                    | Courant de l'Hopital         | L'Escaut canalisée | 50° 32′ 48″ N, 3° 19′ 22″ E | 50° 27′ 11″ N, 3° 25′ 25″ E | 1 (59)                | 5                  | 5                  | Aix, Lecelles, Mouchin, Rumegies, Saint-Amand-les-Eaux. |
| Erclin                     | 34                      | L'Escaut canalisée           | L'Escaut canalisée | 50° 04′ 07″ N, 3° 27′ 03″ E | 50° 14′ 09″ N, 3° 18′ 30″ E | 1 (59)                | 17                 | 17                 | Avesnes-les-Aubert, Beaumont-en-Cambrésis, Béthencourt, Inchy, Iwuy, Maurois, Naves, Quiévy, Reumont, Rieux-en-Cambrésis, Saint-Aubert, Saint-Hilaire-lez-Cambrai, Saint-Vaast-en-Cambrésis, Thun-l'Évêque, Thun-Saint-Martin, Troisvilles, Viesly. |
| Escaut Canalisée           | 97,2                    | Mer du Nord                  | L'Escaut canalisée | 50° 10′ 34″ N, 3° 13′ 17″ E | 50° 46′ 04″ N, 3° 27′ 52″ E | 1 (59)                | 34                 | 34                 | Anzin, Bouchain, Bruay-sur-l'Escaut, Bruille-Saint-Amand, Cambrai, Château-l'Abbaye, Denain, Douchy-les-Mines, Escautpont, Eswars, Flines-lès-Mortagne, Fresnes-sur-Escaut, Haulchin, Hergnies, Hordain, Iwuy, Lourches, Maing, Maulde, Mortagne-du-Nord, Neuville-Saint-Rémy, Neuville-sur-Escaut, Odomez, Prouvy, Ramillies, Rouvignies, Saint-Saulve, Thiant, Thun-l'Évêque, Thun-Saint-Martin, Trith-Saint-Léger, Valenciennes, Vieux-Condé, Wavrechain-sous-Denain. |
| Escrebieux                 | 11,7                    | Canal de la Deule            | l'Aa canalisée     | 50° 21′ 36″ N, 2° 56′ 55″ E | 50° 24′ 01″ N, 3° 04′ 43″ E | 2 (59, 62)            | 7                  | 5                  | Cuincy, Douai, Esquerchin, Flers-en-Escrebieux, Lauwin-Planque. |
| Espierre                   | 16,2                    | L'Escaut canalisée           | L'Escaut canalisée | 50° 42′ 19″ N, 3° 10′ 07″ E | 50° 43′ 06″ N, 3° 22′ 05″ E | 1 (59)                | 3                  | 3                  | Leers, Roubaix, Wattrelos. |
| Ey Becque                  | 19,4                    | Yser                         | Yser               | 50° 46′ 40″ N, 2° 33′ 13″ E | 50° 54′ 23″ N, 2° 36′ 17″ E | 1 (59)                | 6                  | 6                  | Bambecque, Houtkerque, Saint-Sylvestre-Cappel, Steenvoorde, Terdeghem, Winnezeele. |
| Grande Traitoire           | 24,4                    | la Scarpe canalisée          | L'Escaut canalisée | 50° 23′ 09″ N, 3° 15′ 00″ E | 50° 29′ 30″ N, 3° 27′ 18″ E | 1 (59)                | 10                 | 10                 | Château-l'Abbaye, Erre, Hasnon, Hélesmes, Nivelle, Pecquencourt, Rieulay, Saint-Amand-les-Eaux, Thun-Saint-Amand, Wandignies-Hamage. |
| Guarbecque                 | 11,9                    | la Lys                       | l'Aa canalisée     | 50° 35′ 37″ N, 2° 25′ 40″ E | 50° 37′ 35″ N, 2° 33′ 02″ E | 2 (59, 62)            | 6                  | 1                  | Haverskerque. |
| Haende Becque              | 12,3                    | Yser                         | Yser               | 50° 49′ 08″ N, 2° 32′ 21″ E | 50° 53′ 55″ N, 2° 34′ 17″ E | 1 (59)                | 5                  | 5                  | Bambecque, Herzeele, Houtkerque, Steenvoorde, Winnezeele. |
| Hante                      | 31,7                    | la Sambre canalisée          | la Meuse           | 50° 09′ 34″ N, 4° 19′ 00″ E | 50° 18′ 59″ N, 4° 10′ 52″ E | 1 (59)                | 2                  | 2                  | Bousignies-sur-Roc, Cousolre. |
| Helpe Majeure              | 69,1                    | la Sambre canalisée          | la Meuse           | 50° 01′ 42″ N, 4° 08′ 38″ E | 50° 10′ 21″ N, 3° 47′ 48″ E | 1 (59)                | 19                 | 19                 | Avesnelles, Avesnes-sur-Helpe, Baives, Bas-Lieu, Dompierre-sur-Helpe, Eppe-Sauvage, Flaumont-Waudrechies, Liessies, Marbaix, Moustier-en-Fagne, Noyelles-sur-Sambre, Ohain, Ramousies, Saint-Hilaire-sur-Helpe, Sassegnies, Sémeries, Taisnières-en-Thiérache, Wallers-en-Fagne, Willies. |
| Helpe Mineure              | 50,4                    | la Sambre canalisée          | la Meuse           | 50° 01′ 33″ N, 4° 06′ 15″ E | 50° 09′ 08″ N, 3° 43′ 43″ E | 2 (2, 59)             | 12                 | 11                 | Boulogne-sur-Helpe, Cartignies, Étroeungt, Fourmies, Grand-Fayt, Locquignol, Maroilles, Ohain, Petit-Fayt, Trélon, Wignehies. |
| Hogneau                    | 37,6                    | Canal de Mons                | Canal de Mons      | 50° 16′ 07″ N, 3° 49′ 47″ E | 50° 26′ 54″ N, 3° 36′ 55″ E | 1 (59)                | 9                  | 9                  | Audignies, Bellignies, Crespin, Gussignies, Hon-Hergies, Houdain-lez-Bavay, La Longueville, Taisnières-sur-Hon, Thivencelle. |
| Jard                       | 12                      |                              |                    | 50° 29′ 50″ N, 3° 28′ 39″ E | 50° 27′ 12″ N, 3° 36′ 52″ E | 1 (59)                | 5                  | 5                  | Bruille-Saint-Amand, Condé-sur-l'Escaut, Flines-lès-Mortagne, Hergnies, Vieux-Condé. |
| Langhegracht               | 13,7                    | Canal de Bergues             | Canal de Bergues   | 50° 55′ 08″ N, 2° 15′ 22″ E | 51° 00′ 08″ N, 2° 23′ 03″ E | 1 (59)                | 7                  | 7                  | Armbouts-Cappel, Brouckerque, Cappelle-la-Grande, Coudekerque-Branche, Looberghe, Spycker, Téteghem-Coudekerque-Village. |
| Lawe                       | 41,1                    | la Lys                       | l'Aa canalisée     | 50° 24′ 17″ N, 2° 27′ 53″ E | 50° 38′ 24″ N, 2° 42′ 19″ E | 2 (59, 62)            | 16                 | 1                  | La Gorgue. |
| Libaude                    | 10,1                    | Courant Saint-Martin         | l'Aa canalisée     | 50° 34′ 48″ N, 2° 54′ 14″ E | 50° 32′ 14″ N, 2° 53′ 07″ E | 1 (59)                | 6                  | 6                  | Fournes-en-Weppes, Hantay, Illies, Marquillies, Sainghin-en-Weppes, Wicres. |
| Lys                        | 134                     | l'Escaut canalisée           | l'Escaut canalisée | 50° 31′ 30″ N, 2° 13′ 23″ E | 50° 55′ 04″ N, 3° 25′ 45″ E | 2 (59, 62)            | 36                 | 17                 | Armentières, Bousbecque, Comines, Deûlémont, Erquinghem-Lys, Estaires, Frelinghien, La Gorgue, Halluin, Haverskerque, Houplines, Merville, Nieppe, Steenwerck, Thiennes, Warneton, Wervicq-Sud. |
| Marque                     | 31,6                    | Canal de Roubaix             | l'Aa canalisée     | 50° 28′ 49″ N, 3° 03′ 46″ E | 50° 40′ 19″ N, 3° 07′ 20″ E | 1 (59)                | 23                 | 23                 | Villeneuve-d'Ascq, Anstaing, Attiches, Avelin, Chéreng, Croix, Cysoing, Ennevelin, Forest-sur-Marque, Fretin, Gruson, Hem, Louvil, Mérignies, Mons-en-Pévèle, La Neuville, Pont-à-Marcq, Sainghin-en-Mélantois, Templeuve-en-Pévèle, Thumeries, Tourmignies, Tressin, Wasquehal. |
| Melde du Pas-de-Calais     | 15,3                    | la Lys                       | l'Aa canalisée     | 50° 41′ 56″ N, 2° 15′ 10″ E | 50° 38′ 40″ N, 2° 24′ 15″ E | 2 (59, 62)            | 9                  | 1                  | Blaringhem. |
| Meteren Becque             | 18,6                    | la Lys                       | l'Aa canalisée     | 50° 46′ 46″ N, 2° 40′ 02″ E | 50° 38′ 34″ N, 2° 44′ 06″ E | 1 (59)                | 6                  | 6                  | Bailleul, Le Doulieu, Estaires, Merris, Méteren, Vieux-Berquin. |
| Naviette                   | 11,2                    | Canal de la Deule            | l'Aa canalisée     | 50° 30′ 11″ N, 3° 02′ 32″ E | 50° 34′ 11″ N, 2° 58′ 00″ E | 1 (59)                | 7                  | 7                  | Chemy, Gondecourt, Houplin-Ancoisne, La Neuville, Phalempin, Seclin, Wavrin. |
| Oise                       | 341,1                   | la Seine                     | la Seine           | 49° 59′ 47″ N, 4° 21′ 21″ E | 48° 59′ 09″ N, 2° 04′ 15″ E | 5 (2, 59, 60, 78, 95) | 139                | 1                  | Anor. |
| Peene Becque               | 23,9                    | Yser                         | Yser               | 50° 47′ 52″ N, 2° 29′ 11″ E | 50° 54′ 05″ N, 2° 28′ 38″ E | 1 (59)                | 9                  | 9                  | Arnèke, Bavinchove, Cassel, Ledringhem, Noordpeene, Ochtezeele, Oxelaëre, Wormhout, . |
| Plate Becque               | 16,2                    | Canal d'Hazebrouck           | l'Aa canalisée     | 50° 44′ 13″ N, 2° 36′ 08″ E | 50° 39′ 27″ N, 2° 37′ 31″ E | 1 (59)                | 6                  | 6                  | Borre, Merville, Neuf-Berquin, Pradelles, Strazeele, Vieux-Berquin. |
| Raches Aval                | 12,8                    | la Scarpe canalisée          | L'Escaut canalisée | 50° 24′ 25″ N, 3° 06′ 44″ E | 50° 24′ 21″ N, 3° 16′ 45″ E | 1 (59)                | 5                  | 5                  | Anhiers, Flines-lez-Raches, Marchiennes, Râches, Roost-Warendin. |
| Rhonelle                   | 32                      | vieil escaut de valenciennes | L'Escaut canalisée | 50° 12′ 04″ N, 3° 44′ 44″ E | 50° 21′ 48″ N, 3° 31′ 47″ E | 1 (59)                | 12                 | 12                 | Artres, Aulnoy-lez-Valenciennes, Famars, Locquignol, Maresches, Marly, Orsinval, Potelle, Le Quesnoy, Valenciennes, Villereau, Villers-Pol. |
| Rigole du Nord             | 15,9                    | Flot de Wingles Aval         | l'Aa canalisée     | 50° 31′ 46″ N, 2° 53′ 28″ E | 50° 37′ 04″ N, 2° 59′ 16″ E | 1 (59)                | 7                  | 7                  | Bauvin, Haubourdin, Sainghin-en-Weppes, Santes, Sequedin, Wavrin, . |
| Ringsloot                  | 19,6                    |                              |                    | 51° 00′ 45″ N, 2° 34′ 13″ E | 51° 00′ 15″ N, 2° 30′ 30″ E | 1 (59)                | 4                  | 4                  | Ghyvelde, Hondschoote, Uxem, Warhem. |
| Riot de Caudry             | 11,2                    | Erclin                       | L'Escaut canalisée | 50° 07′ 16″ N, 3° 24′ 14″ E | 50° 12′ 17″ N, 3° 20′ 51″ E | 1 (59)                | 6                  | 6                  | Avesnes-les-Aubert, Beauvois-en-Cambrésis, Boussières-en-Cambrésis, Carnières, Caudry, Rieux-en-Cambrésis. |
| Riot de la Ville           | 11,9                    | Canal des Torrents           | L'Escaut canalisée | 50° 01′ 45″ N, 3° 27′ 45″ E | 50° 00′ 30″ N, 3° 22′ 16″ E | 2 (2, 59)             | 3                  | 2                  | Busigny, Maretz. |
| Rivière de Busnes          | 12,6                    | la Lys                       | l'Aa canalisée     | 50° 34′ 22″ N, 2° 29′ 13″ E | 50° 37′ 34″ N, 2° 33′ 06″ E | 2 (59, 62)            | 5                  | 1                  | Haverskerque. |
| Rivière des Layes          | 26                      | la Lys                       | l'Escaut canalisée | 50° 34′ 22″ N, 2° 50′ 54″ E | 50° 41′ 18″ N, 2° 53′ 19″ E | 2 (59, 62)            | 9                  | 5                  | Armentières, Bois-Grenier, La Chapelle-d'Armentières, Herlies, Illies. |
| Rivière d'Oye              | 13,5                    | l'Aa canalisée               | l'Aa canalisée     | 50° 56′ 43″ N, 1° 57′ 43″ E | 50° 59′ 13″ N, 2° 07′ 15″ E | 2 (59, 62)            | 7                  | 1                  | Gravelines. |
| Rivière Escaut             | 29,5                    | L'Escaut canalisée           | L'Escaut canalisée | 50° 01′ 10″ N, 3° 12′ 02″ E | 50° 11′ 05″ N, 3° 13′ 45″ E | 1 (59)                | 13                 | 13                 | Banteux, Bantouzelle, Cambrai, Cantaing-sur-Escaut, Crèvecoeur-sur-l'Escaut, Fontaine-Notre-Dame, Honnecourt-sur-Escaut, Marcoing, Masnières, Neuville-Saint-Rémy, Noyelles-sur-Escaut, Proville, Les Rues-des-Vignes. |
| Rivière Espierre           | 10,6                    |                              |                    | 50° 42′ 27″ N, 3° 10′ 49″ E | 50° 41′ 50″ N, 3° 16′ 53″ E | 1 (59)                | 3                  | 3                  | Leers, Roubaix, Wattrelos. |
| Rivièrette                 | 20,3                    | la Sambre canalisée          | la Meuse           | 50° 01′ 50″ N, 3° 50′ 56″ E | 50° 07′ 18″ N, 3° 40′ 51″ E | 2 (2, 59)             | 6                  | 5                  | Beaurepaire-sur-Sambre, Cartignies, Le Favril, Landrecies, Prisches. |
| Ruisseau d'Anor            | 16,5                    | l'Oise                       | la Seine           | 49° 59′ 53″ N, 4° 13′ 22″ E | 49° 58′ 21″ N, 4° 06′ 18″ E | 1 (59)                | 1                  | 1                  | Anor. |
| Ruisseau de Bavay          | 14,1                    | Hogneau                      | Canal de Mons      | 50° 14′ 57″ N, 3° 48′ 04″ E | 50° 20′ 03″ N, 3° 44′ 50″ E | 1 (59)                | 8                  | 8                  | Bavay, Bellignies, Bettrechies, Gussignies, Locquignol, Mecquignies, Obies, Saint-Waast. |
| Ruisseau de Chevireuil     | 10,2                    | Helpe Mineure                | la Meuse           | 50° 01′ 15″ N, 3° 53′ 13″ E | 50° 05′ 19″ N, 3° 51′ 18″ E | 2 (2, 59)             | 5                  | 3                  | Boulogne-sur-Helpe, Cartignies, Floyon. |
| Ruisseau des Harpies       | 23,7                    | Écaillon                     | L'Escaut canalisée | 50° 08′ 34″ N, 3° 41′ 16″ E | 50° 15′ 32″ N, 3° 30′ 33″ E | 1 (59)                | 11                 | 11                 | Bousies, Croix-Caluyau, Haussy, Locquignol, Preux-au-Bois, Robersart, Romeries, Saint-Martin-sur-Écaillon, Vendegies-au-Bois, Vendegies-sur-Écaillon, Vertain. |
| Ruisseau Saint-Georges     | 19,3                    | Écaillon                     | L'Escaut canalisée | 50° 09′ 25″ N, 3° 41′ 23″ E | 50° 14′ 51″ N, 3° 32′ 19″ E | 1 (59)                | 10                 | 10                 | Beaudignies, Bermerain, Capelle, Englefontaine, Escarmain, Hecq, Locquignol, Neuville-en-Avesnois, Poix-du-Nord, Salesches. |
| Sale Becque                | 14,5                    | Yser                         | Yser               | 50° 48′ 24″ N, 2° 28′ 48″ E | 50° 54′ 16″ N, 2° 31′ 12″ E | 1 (59)                | 4                  | 4                  | Hardifort, Herzeele, Oudezeele, Wormhout. |
| Sambre                     | 16,6                    | Canal de la Sambre à l'Oise  | la Meuse           | 50° 01′ 50″ N, 3° 50′ 28″ E | 50° 02′ 22″ N, 3° 39′ 36″ E | 2 (2, 59)             | 7                  | 1                  | Beaurepaire-sur-Sambre. |
| Sambre                     | 12,3                    | la Sambre canalisée          | la Meuse           | 50° 02′ 54″ N, 3° 38′ 39″ E | 50° 07′ 35″ N, 3° 41′ 15″ E | 1 (59)                | 4                  | 4                  | Catillon-sur-Sambre, Landrecies, Ors, Rejet-de-Beaulieu. |
| Sambre canalisée           | 101,2                   | la Meuse                     | la Meuse           | 50° 02′ 50″ N, 3° 38′ 36″ E | 50° 24′ 28″ N, 4° 24′ 13″ E | 1 (59)                | 24                 | 24                 | Assevent, Aulnoye-Aymeries, Bachant, Berlaimont, Boussières-sur-Sambre, Boussois, Catillon-sur-Sambre, Hautmont, Jeumont, Landrecies, Leval, Locquignol, Louvroil, Maroilles, Marpent, Maubeuge, Noyelles-sur-Sambre, Ors, Pont-sur-Sambre, Recquignies, Rejet-de-Beaulieu, Rousies, Saint-Remy-du-Nord, Sassegnies. |
| Sambre rive gauche         | 12,1                    |                              |                    | 50° 06′ 58″ N, 3° 40′ 21″ E | 50° 02′ 21″ N, 3° 39′ 36″ E | 2 (2, 59)             | 5                  | 4                  | Catillon-sur-Sambre, Landrecies, Ors, Rejet-de-Beaulieu. |
| Scarpe canalisée           | 67,1                    | l'Escaut canalisée           | l'Escaut canalisée | 50° 17′ 45″ N, 2° 46′ 17″ E | 50° 30′ 03″ N, 3° 26′ 46″ E | 2 (59, 62)            | 34                 | 21                 | Anhiers, Château-l'Abbaye, Courchelettes, Douai, Flines-lez-Raches, Hasnon, Lallaing, Lambres-lez-Douai, Marchiennes, Millonfosse, Mortagne-du-Nord, Nivelle, Pecquencourt, Râches, Rieulay, Roost-Warendin, Saint-Amand-les-Eaux, Thun-Saint-Amand, Vred, Wandignies-Hamage, Warlaing. |
| Schelvliet                 | 11,8                    | l'Aa canalisée               | l'Aa canalisée     | 50° 58′ 24″ N, 2° 14′ 09″ E | 50° 59′ 28″ N, 2° 07′ 18″ E | 1 (59)                | 4                  | 4                  | Craywick, Gravelines, Loon-Plage, Saint-Georges-sur-l'Aa. |
| Schoubrouck                | 12,1                    | Canal de Neuffossé           | l'Aa canalisée     | 50° 44′ 53″ N, 2° 22′ 23″ E | 50° 45′ 57″ N, 2° 17′ 10″ E | 2 (59, 62)            | 3                  | 1                  | Renescure. |
| Selle                      | 45,6                    | l'Escaut canalisée           | l'Escaut canalisée | 50° 02′ 09″ N, 3° 32′ 15″ E | 50° 19′ 09″ N, 3° 23′ 32″ E | 2 (2, 59)             | 17                 | 15                 | Briastre, Le Cateau-Cambrésis, Denain, Douchy-les-Mines, Haspres, Haussy, Montay, Montrécourt, Neuvilly, Noyelles-sur-Selle, Saint-Benin, Saint-Python, Saint-Souplet, Saulzoir, Solesmes. |
| Sensée                     | 19,7                    | l'Escaut canalisée           | l'Escaut canalisée | 50° 16′ 09″ N, 3° 06′ 24″ E | 50° 16′ 53″ N, 3° 18′ 51″ E | 2 (59, 62)            | 12                 | 11                 | Arleux, Aubencheul-au-Bac, Aubigny-au-Bac, Bouchain, Brunémont, Féchain, Fressies, Hem-Lenglet, Paillencourt, Wasnes-au-Bac, Wavrechain-sous-Faulx. |
| Sensée                     | 27,1                    | Canal du Nord                | la Somme canalisée | 50° 11′ 11″ N, 2° 51′ 32″ E | 50° 16′ 18″ N, 3° 06′ 33″ E | 2 (59, 62)            | 13                 | 2                  | Arleux, Lécluse. |
| Solre                      | 22,4                    | la Sambre canalisée          | la Meuse           | 50° 10′ 41″ N, 4° 05′ 19″ E | 50° 17′ 02″ N, 4° 00′ 53″ E | 1 (59)                | 11                 | 11                 | Assevent, Choisies, Damousies, Dimechaux, Ferrière-la-Grande, Ferrière-la-Petite, Lez-Fontaine, Obrechies, Rousies, Solre-le-Château, Solrinnes. |
| Steen Becque               | 10,4                    | Canal de la Nieppe           |                    | 50° 42′ 20″ N, 2° 26′ 01″ E | 50° 40′ 17″ N, 2° 31′ 41″ E | 1 (59)                | 4                  | 4                  | Lynde, Morbecque, Sercus, Steenbecque. |
| Tarsy                      | 14,8                    | la Sambre canalisée          | la Meuse           | 50° 10′ 57″ N, 3° 59′ 13″ E | 50° 10′ 51″ N, 3° 49′ 21″ E | 1 (59)                | 8                  | 8                  | Beugnies, Dourlers, Floursies, Leval, Monceau-Saint-Waast, Saint-Aubin, Saint-Hilaire-sur-Helpe, Saint-Remy-Chaussée. |
| Thure                      | 25,1                    | la Sambre canalisée          | la Meuse           | 50° 10′ 12″ N, 4° 13′ 15″ E | 50° 18′ 40″ N, 4° 09′ 02″ E | 1 (59)                | 4                  | 4                  | Beaurieux, Bousignies-sur-Roc, Cousolre, Hestrud. |
| Torrent d'Esnes            | 18,6                    | l'Escaut                     | l'Escaut canalisée | 50° 05′ 35″ N, 3° 27′ 00″ E | 50° 06′ 12″ N, 3° 15′ 02″ E | 1 (59)                | 9                  | 9                  | Bertry, Caudry, Crèvecoeur-sur-l'Escaut, Esnes, Haucourt-en-Cambrésis, Lesdain, Ligny-en-Cambrésis, Montigny-en-Cambrésis, Troisvilles. |
| Trouille                   | 26,9                    | la Haine                     | l'Escault          | 50° 19′ 20″ N, 4° 04′ 32″ E | 50° 28′ 26″ N, 3° 56′ 42″ E | 1 (59)                | 2                  | 2                  | Vieux-Reng, Villers-Sire-Nicole. |
| Turbeauté 1                | 10,4                    | Canal d'Aire à la Bassée     | l'Aa canalisée     | 50° 32′ 41″ N, 2° 38′ 01″ E | 50° 37′ 34″ N, 2° 37′ 31″ E | 2 (59, 62)            | 6                  | 1                  | Merville. |
| Vergne                     | 15,4                    | Jard                         |                    | 50° 32′ 34″ N, 3° 38′ 05″ E | 50° 29′ 05″ N, 3° 29′ 53″ E | 1 (59)                | 3                  | 3                  | Flines-lès-Mortagne, Hergnies, Vieux-Condé. |
| Vieille Lys Aval           | 11,7                    | la Lys                       | l'Aa canalisée     | 50° 37′ 40″ N, 2° 32′ 56″ E | 50° 38′ 19″ N, 2° 38′ 46″ E | 2 (59, 62)            | 4                  | 2                  | Haverskerque, Merville. |
| Yser                       | 70,3                    | la Mer du Nord               | l'Yser             | 50° 48′ 51″ N, 2° 20′ 09″ E | 51° 07′ 12″ N, 2° 48′ 29″ E | 1 (59)                | 12                 | 12                 | Bambecque, Bollezeele, Broxeele, Buysscheure, Esquelbecq, Herzeele, Rubrouck, Volckerinckhove, West-Cappel, Wormhout, Wylder, Zegerscappel. |
| Zecart                     | 11,5                    |                              |                    | 50° 29′ 24″ N, 3° 08′ 12″ E | 50° 33′ 27″ N, 3° 10′ 25″ E | 1 (59)                | 6                  | 6                  | Bersée, Cappelle-en-Pévèle, Cysoing, Genech, Louvil, Templeuve-en-Pévèle. |

### Autres cours d'eau
Plus de 2 100 cours d'eau sont recensés en 2014 dans le référentiel national BD Carthage sur le territoire départemental du Nord, y compris les xx cours d'eau naturels de longueur supérieure à 10 km déjà listés ci-dessus, ainsi que les canaux cités ci-dessous.
En lien avec la loi pour la reconquête de la biodiversité, de la nature et des paysages, publiée au Journal officiel du 9 août 2016, définissant la notion de cours d’eau, une instruction du gouvernement du 3 juin 2015 demande aux services d’État de mettre en place une cartographie du réseau hydrographique dans chaque département, afin de permettre aux riverains concernés de distinguer facilement les cours d’eau des fossés, non soumis aux mêmes règles : une intervention sur un cours d’eau allant au-delà de l’entretien courant ne peut en effet se faire que dans le cadre d’une déclaration ou autorisation « loi sur l’eau ». En outre les agriculteurs qui demandent les aides de la Politique agricole commune doivent implanter ou conserver une bande tampon de 5 mètres le long des cours d'eau classés au titre des B.C.A.E (Bonnes conditions agricoles et environnementales). Dans ce cadre, les services de l'État ont engagé une démarche progressive d'identification des cours d'eau.

## Canaux
Un canal est un ouvrage artificiel permettant la dérivation d’un cours d'eau afin de répondre à divers usages (irrigation, hydroélectricité, pisciculture, 
navigation, ouvrage  de  décharges  de  crue...). Seuls les travaux d’entretien des canaux sont soumis à la loi sur l'eau. 15 canaux de longueur supérieure à 10 km sont recensés dans le Nord.
| Nom du cours d'eau          | Longueur totale (en km) | Confluence                    | Bassin collecteur        | Source                      | Point de confluence         | Départements irrigués | Communes irriguées | Communes irriguées | Communes irriguées |
| Nom du cours d'eau          | Longueur totale (en km) | Confluence                    | Bassin collecteur        | Source                      | Point de confluence         | Départements irrigués | Nb total           | Nb ds le dép.      | Communes du département |
| --------------------------- | ----------------------- | ----------------------------- | ------------------------ | --------------------------- | --------------------------- | --------------------- | ------------------ | ------------------ | --- |
| Canal d'Aire à la Bassée    | 39,3                    | la Lys                        | l'Aa canalisée           | 50° 31′ 14″ N, 2° 53′ 10″ E | 50° 38′ 42″ N, 2° 24′ 37″ E | 2 (59, 62)            | 20                 | 3                  | Bauvin, Hantay, Salomé. |
| Canal de Bourbourg          | 20,6                    | Canal de Mardyck              | Canal de Bergues         | 50° 56′ 13″ N, 2° 09′ 04″ E | 51° 01′ 43″ N, 2° 21′ 59″ E | 2 (59, 62)            | 10                 | 9                  | Armbouts-Cappel, Bourbourg, Brouckerque, Cappelle-la-Grande, Coudekerque-Branche, Dunkerque, Grande-Synthe, Loon-Plage, Spycker. |
| Canal de Calais             | 32,5                    | la Manche                     | Canal de Calais          | 50° 52′ 29″ N, 2° 11′ 20″ E | 50° 58′ 17″ N, 1° 50′ 32″ E | 2 (59, 62)            | 13                 | 1                  | Saint-Pierre-Brouck. |
| Canal de Furnes à Dunkerque | 21,6                    | Canal de la Basse Colme       | Canal de Bergues         | 51° 04′ 16″ N, 2° 40′ 07″ E | 51° 01′ 48″ N, 2° 23′ 01″ E | 1 (59)                | 8                  | 8                  | Bray-Dunes, Coudekerque-Branche, Dunkerque, Ghyvelde, Leffrinckoucke, Téteghem-Coudekerque-Village, Uxem, . |
| Canal de la Basse Colme     | 22,9                    | Canal de Bergues              | Canal de Bergues         | 51° 04′ 08″ N, 2° 39′ 31″ E | 50° 58′ 17″ N, 2° 25′ 36″ E | 1 (59)                | 4                  | 4                  | Bergues, Hondschoote, Hoymille, Warhem. |
| Canal de la Deûle           | 58,8                    | la Lys                        | l'Aa canalisée           | 50° 23′ 22″ N, 3° 04′ 50″ E | 50° 43′ 54″ N, 2° 56′ 42″ E | 2 (59, 62)            | 34                 | 21                 | Allennes-les-Marais, Auby, Bauvin, Deûlémont, Douai, Flers-en-Escrebieux, Gondecourt, Haubourdin, Lambersart, Lille, Loos, Marquette-lez-Lille, Quesnoy-sur-Deûle, Sainghin-en-Weppes, Saint-André-lez-Lille, Santes, Sequedin, Verlinghem, Wambrechies, Wavrin, . |
| Canal de la Haute Colme     | 23,6                    | Canal de Lynck à Coppenaxfort | Canal de Bergues         | 50° 50′ 14″ N, 2° 12′ 31″ E | 50° 58′ 18″ N, 2° 25′ 35″ E | 1 (59)                | 11                 | 11                 | Bergues, Bierne, Brouckerque, Cappelle-Brouck, Holque, Looberghe, Merckeghem, Millam, Pitgam, Steene, Watten. |
| Canal de la Sensée          | 15                      | la Sensée                     | L'Escaut canalisée       | 50° 15′ 47″ N, 3° 17′ 55″ E | 50° 16′ 56″ N, 3° 07′ 09″ E | 2 (59, 62)            | 10                 | 9                  | Arleux, Aubencheul-au-Bac, Aubigny-au-Bac, Bouchain, Fressies, Hem-Lenglet, Paillencourt, Wasnes-au-Bac, Wavrechain-sous-Faulx. |
| Canal de Mons               | 11,6                    | L'Escaut canalisée            | L'Escaut canalisée       | 50° 26′ 11″ N, 3° 35′ 26″ E | 50° 28′ 49″ N, 3° 42′ 54″ E | 1 (59)                | 4                  | 4                  | Condé-sur-l'Escaut, Fresnes-sur-Escaut, Saint-Aybert, Thivencelle. |
| Canal de Neuffossé          | 19,6                    | l'Aa canalisée                | l'Aa canalisée           | 50° 38′ 42″ N, 2° 24′ 37″ E | 50° 46′ 28″ N, 2° 15′ 42″ E | 2 (59, 62)            | 10                 | 2                  | Blaringhem, Renescure. |
| Canal de St-Quentin         | 19,9                    | L'Escaut                      | L'Escaut canalisée       | 49° 53′ 41″ N, 3° 19′ 04″ E | 50° 01′ 40″ N, 3° 11′ 51″ E | 2 (2, 59)             | 7                  | 1                  | Honnecourt-sur-Escaut. |
| Canal de St-Quentin         | 25,1                    | L'Escaut canalisée            | L'Escaut canalisée       | 50° 01′ 40″ N, 3° 11′ 51″ E | 50° 10′ 34″ N, 3° 13′ 17″ E | 1 (59)                | 12                 | 12                 | Banteux, Bantouzelle, Cambrai, Cantaing-sur-Escaut, Crèvecoeur-sur-l'Escaut, Fontaine-Notre-Dame, Honnecourt-sur-Escaut, Marcoing, Masnières, Noyelles-sur-Escaut, Proville, Les Rues-des-Vignes.                                                                  |
| Canal des Moeres            | 10,8                    | Canal de Coudekerque          | watergang de la chapelle | 51° 00′ 15″ N, 2° 30′ 30″ E | 51° 01′ 58″ N, 2° 23′ 07″ E | 1 (59)                | 6                  | 6                  | , Coudekerque-Branche, Dunkerque, Téteghem-Coudekerque-Village, Uxem, Warhem. |
| Canal d'Hazebrouck          | 14,6                    | la Lys                        | l'Aa canalisée           | 50° 43′ 03″ N, 2° 32′ 25″ E | 50° 38′ 24″ N, 2° 38′ 14″ E | 1 (59)                | 4                  | 4                  | Hazebrouck, Merville, Morbecque, Vieux-Berquin. |
| Canal du Décours            | 16,1                    | la Scarpe canalisée           | L'Escaut canalisée       | 50° 24′ 05″ N, 3° 12′ 16″ E | 50° 25′ 42″ N, 3° 24′ 46″ E | 1 (59)                | 7                  | 7                  | Bousignies, Flines-lez-Raches, Marchiennes, Millonfosse, Saint-Amand-les-Eaux, Tilloy-lez-Marchiennes, Warlaing. |